# APP-6A
Chuẩn APP-6A là hệ thống ký hiệu đồ bản quân sự tiêu chuẩn dành cho lục quân của NATO, được ban hành vào tháng 12 năm 1999 để thay thế hệ thống ký hiệu tiêu chuẩn APP-6 cũ (phiên bản cuối cùng ban hành vào tháng 7 năm 1986). Chuẩn APP-6A thuộc hệ thống tiêu chuẩn STANAG 2019 phiên bản 4 được ban hành vào tháng 12 năm 2000 thay thế cho hệ thống tiêu chuẩn STANAG 2019 phiên bản 3 (gồm cả APP-6, được ban hành vào tháng 11 năm 1984). Chuẩn APP-6A được thay thế bằng chuẩn APP-6B vào năm 2008.
Hệ thống tiêu chuẩn của Hoa Kỳ tương đương chuẩn APP-6A là chuẩn MIL-STD-2525A. Chúng giống nhau về cơ bản, nhưng MIL-STD-2525 được phát triển nhanh hơn chuẩn APP-6 của NATO. Chuẩn MIL-STD-2525 được ban hành vào tháng 9 năm 1994, chuẩn MIL-STD-2525A vào tháng 12 năm 1996, chuẩn MIL-STD-2525A Change 1 vào tháng 7 năm 1997, chuẩn MIL-STD-2525B vào tháng 1 năm 1999, chuẩn MIL-STD-2525B Change 1 vào tháng 7 năm 2005, chuẩn MIL-STD-2525B Change 2 vào tháng 3 năm 2007, và chuẩn MIL-STD-2525C vào tháng 11 năm 2008. APP-6A có khác biệt đáng kể so với APP-6 trong khi các phiên bản nối tiếp của chuẩn MIL-STD-2525 luôn duy trì ít nhiều tính đồng nhất. Có thể APP-6A là một chuẩn con của MIL-STD-2525C.
Chuẩn APP-6A bao gồm một tập hợp các ký hiệu quy ước thông thường tương ứng với tính chất thực tế của sự vật được thể hiện trên bản đồ quân sự, tạo thành một hệ thống chung duy nhất nhằm tăng cường khả năng tương tác giữa các thành phần trong khối NATO. Chuẩn APP-6A áp dụng cho chỉ huy thành phần, kiểm soát, thông tin, máy tính, tình báo (C4I), phát triển, hoạt động và diễn tập, luyện tập của lục quân. Chuẩn APP-6A đạt được hiệu quả cao trong vai trò ký hiệu đồ bản quân sự thông qua việc sử dụng phương pháp tiêu chuẩn hóa cho hệ thống phân cấp ký hiệu, phân loại thông tin, và nhận dạng ký hiệu. Có thể biểu hiện chuẩn APP-6A trên hệ thống bản đồ tự động hoặc vẽ tay trên bản đồ quân sự thông thường.

## Những điểm chung

### Các bộ ký hiệu
APP-6A có năm bộ ký hiệu lớn, mỗi bộ sử dụng một kiểu nhận dạng ký hiệu mã hóa (SIDC) riêng:
- Bộ đơn vị, khí tài và thiết bị.
- Bộ hoạt động quân sự (đồ biểu chiến thuật)
- Bộ khí tượng và hải dương học (METOC)
- Bộ thông tin - tình báo
- Hoạt động quân sự ngoài chiến đấu (MOOTW)

Bộ đơn vị, khí tài và thiết bị bao gồm các ký hiệu, thường nằm trong khung, biểu hiện trên bản đồ tượng trưng cho một đối tượng ngoài thực địa. Tất cả các loại chi tiết và thông tin diễn dải bao quanh nó, xác định chủng loại, số lượng, ngày tháng, hướng vận động,...
Bộ hoạt động quân sự (đồ biểu chiến thuật) đại diện cho các thông tin không thể được biểu hiện chỉ bằng các ký hiệu kiểu biểu tượng: ranh giới phụ trách của các đơn vị, chỉ thị khu vực đặc biệt, các dấu hiệu độc đáo khác liên quan đến hình học ba chiều về không gian chiến trường, và những gì cần thiết cho việc lập kế hoạch và chỉ huy tác chiến. Có các ký hiệu biểu thị đường, điểm và diện trong bộ này.
Bộ khí tượng và hải dương học là bộ duy nhất không được thiết kế bằng tiêu chuẩn riêng của NATO. Nói đúng hơn, chúng là chuẩn của Tổ chức Khí tượng Thế giới.
các bộ thông tin - tình báo và hoạt động quân sự ngoài chiến đấu không nằm trong bộ đơn vị, khí tài và thiết bị mặc dù chúng tuân theo quy ước tương tự (ví dụ, chúng bao gồm các biểu tượng có khung liên quan đến các điểm trên bản đồ). Chúng không được thiết kế trong chuẩn APP-6A nguyên bản, mà được lấy từ chuẩn MIL-STD-2525B.

### Ký hiệu kiểu biểu tượng (ký tượng)
Hầu hết các ký hiệu tượng trưng cho những đối tượng cụ thể, bao gồm một khung (biên hình học), màu nền, một biểu tượng thành phần, và các biểu tượng bổ sung tùy theo thực tế. Tiếp theo là các đoạn ký tự hoặc các chỉ số đồ biểu cung cấp thông tin thêm.
Khung ký hiệu tạo ra cảm thị giác về mối liên quan (quan hệ giữa các đối tượng được biểu thị), không gian tác chiến, và trạng thái của một đối tượng đang hoạt động. Việc sử dụng kết hợp cả hình dạng và màu sắc là không cần thiết, cho phép biểu tượng được sử dụng trong điều kiện dưới lý tưởng, như biểu tượng đỏ đơn sắc để bảo vệ thị giác của người sử dụng vào ban đêm. Gần như tất cả các biểu tượng được đánh giá cao về tính cách điệu và có thể được vẽ ra bởi một người gần như hoàn toàn không có năng khiếu hội họa, sử dụng công cụ thô sơ như giấy thường và bút chì.
Khung ký hiệu là cơ sở để các thành phần ký hiệu và chi tiết sửa đổi khác được thêm vào. Trong hầu hết trường hợp một khung bao quanh một biểu tượng. Một trong những trường hợp ngoại lệ là khí tài, có thể biểu diễn chỉ bằng ký hiệu (trong trường hợp những ký hiệu này có màu phân biệt như khung ký hiệu).
Màu nền là khu vực bên trong biểu tượng. Nếu được chỉ định một màu sắc nhất định, nó gia tăng (hoặc làm rườm rà thêm) thông tin về sự liên quan của đối tượng được biểu hiện. Nếu không sử dụng màu sắc, màu nền là màu giấy. Rất ít ký hiệu có màu nền riêng, không bị ảnh hưởng bởi mối liên quan với các đối tượng khác.

### Hiện trạng
Bản thân các ký hiệu suy cho cùng có thể được hiểu là sự kết hợp các biểu tượng thành phần, sử dụng một quy tắc đơn giản như một số hệ thống chữ viết tượng hình chẳng hạn như chữ Hán. Tuy nhiên tiêu chuẩn này vẫn chỉ cố gắng cung cấp một danh sách "đầy đủ" các biểu tượng nhất có thể, thay vì hợp thành một loại tự điển về ký tượng thành phần. Điều này gây ra vấn đề khi cần một ký hiệu cho sự vật, sự việc phát sinh không lường trước được, không có trong chuẩn (đặc biệt là ở bộ hoạt động quân sự ngoài chiến đấu). Vấn đề càng trầm trọng thêm bởi việc phải duy trì sự chung nhất của chuẩn đối với mọi đối tượng sử dụng.

## Các nhóm ký hiệu

### Nhóm ký hiệu bên tham chiến
Bên tham chiến đề cập đến mối quan hệ giữa các đối tượng. Các mối quan hệ cơ bản là: chưa rõ, bạn quân, trung lập, và thù địch. Đối với môi trường tác chiến là mặt đất, khung hình hoa bốn cánh màu vàng được sử dụng để biểu thị quan hệ chưa rõ, khung hình chữ nhật màu xanh dương biểu thị quan hệ bạn quân, khung hình vuông màu xanh lá cây để biểu thị quan hệ trung lập, và khung hình kim cương (hình vuông trục nghiêng 45 độ) màu đỏ để biểu thị quan hệ thù địch. Đối tượng ở các môi trường khác (không trung và ngoài không gian, mặt biển và dưới mặt biển,...) cũng sử dụng chung kiểu màu biểu thị trên.
| Chưa rõ | Bạn quân | Trung lập | Thù địch |
| ------- | -------- | --------- | -------- |

Nhóm ký hiệu bên tham chiến đầy đủ bao gồm:
- Đang chờ xác minh (P)
- Chưa biết (U)
- Có thể bạn quân (A)
- Bạn quân (F)
- Trung lập (N)
- Có thể thù địch (S)
- Thù địch (H)
- Giả định đang chờ xác minh (G)
- Giả định chưa rõ (W)
- Giả định nghi ngờ bạn quân (M)
- Giả định bạn quân (D)
- Giả định trung lập (L)
- Giả định nghi ngờ (J)
- Giả định thù địch (K)

Có một điều kỳ lạ là chuẩn APP-6A chưa có "Nghi ngờ trung lập" và "Giả định nghi ngờ trung lập".

### Nhóm ký hiệu môi trường tác chiến
Bộ ký hiệu môi trường tác chiến xác định môi trường hoạt động chủ yếu của các đối tượng được biểu hiện trên bản đồ. Bộ này không dùng để xác định quân chủng của đối tượng như nhiều người lầm tưởng. Tuy vậy việc xác định môi trường tác chiến cho một số đối tượng khá phức tạp. Ví dụ: một đơn vị trực thăng của hải quân là một đơn vị cơ động (tức là có bao gồm các thành phần hỗ trợ mặt đất) và do đó thuộc về môi trường tác chiến trên bộ. Tương tự như vậy, một phương tiện đổ bộ có nhiệm vụ chính là vận chuyển binh lính, thiết bị đến bờ biển rồi quay về (như LCVP) thuộc về môi trường tác chiến trên biển. Mặt khác, một phương tiện đổ bộ có nhiệm vụ chính là chiến đấu trên mặt đất (như LVT, AAV), thuộc về môi trường tác chiến trên bộ.
Khung kín được sử dụng để biểu thị môi trường tác chiến trên bộ và trên biển, khung hở ở phía dưới biểu thị môi trường tác chiến trên không / ngoài không gian, và khung mở ở phía trên biểu thị môi trường tác chiến ngầm (dưới mặt biển).
| Trên không và ngoài không gian | Trên bộ   | Trên biển | Dưới mặt biển |
| Bạn quân                       | Bạn quân  | Bạn quân  | Bạn quân      |
| Trung lập                      | Trung lập | Trung lập | Trung lập     |
| Thù địch                       | Thù địch  | Thù địch  | Thù địch      |
| Chưa rõ                        | Chưa rõ   | Chưa rõ   | Chưa rõ       |
| ------------------------------ | --------- | --------- | ------------- |

Môi trường tác chiến chưa xác định là rất có thể có, ví dụ như môi trường của tác chiến điện tử có thể là từ một trong các môi trường tác chiến trên, và do đó được xếp vào loại "chưa xác định" cho đến khi có thể xác định rõ.
Bộ môi trường tác chiến đầy đủ bao gồm:
- Ngoài không gian (P)
- Trên không (A)
- Trên bộ (G)
- Trên biển (S)
- Dưới mặt biển (U)
- SOF (F)
- Khác (X)
- Chưa xác định (Z)

Các chữ cái trong dấu ngoặc đơn thuộc quy tắc nhận dạng ký hiệu SIDC - chuỗi 15 ký tự được sử dụng để truyền đạt các ký hiệu.
Môi trường tác chiến ngoài không gian và trên không dùng chung một kiểu khung. Đối với môi trường tác chiến trên bộ, bạn quân (và nghi ngờ bạn quân) có hai kiểu khung khác nhau nhằm phân biệt giữa đơn vị và khí tài. SOF (lực lượng tác chiến đặc biệt) có kiểu khung riêng vì thường tác chiến ở nhiều môi trường khác nhau (trên không, trên bộ, trên biển và dưới mặt biển) trong một nhiệm vụ. Các kiểu khung của SOF cũng tương tự như đối với đơn vị tác chiến trên bộ. Môi trường tác chiến khác có lẽ được dành riêng cho các thay đổi bổ sung trong tương lai (không có trường hợp sử dụng trong chuẩn MIL-STD-2525B Change 1).

### Các chi tiết bổ sung
Chuẩn APP-6A chỉ cho phép ghi thêm chi tiết bổ sung vào góc AB. Các chuẩn MIL-STD-2525B và 2525B Change 1 quy định thêm một số góc ghi chi tiết bổ sung khác.

#### Chi tiết đồ biểu
- Góc B: Phân cấp. Xác định phân cấp chỉ huy của đối tượng (xem Phân cấp đơn vị bên dưới).
- Góc D: Xác định đơn vị là đơn vị tác chiến đặc biệt. Có thể biểu diễn (D) cùng (B) hoặc một mình bằng ký hiệu .
- Góc E: Thuộc về nhóm chi tiết diễn dải nhằm hoàn chỉnh việc xác định bên tham chiến, môi trường tác chiến hoặc chi tiết giả định của đối tượng ("U", "?", "X", "XU", "X?", "J" hay "K"). Góc này cũng được xếp vào nhóm chi tiết đồ biểu.
- Góc Q: Hướng di chuyển. Một mũi tên có độ dài cố định xác định hướng di chuyển hoặc dự định di chuyển của đối tượng. Nó xuất phát từ tâm ký hiệu, ngoại trừ ký hiệu trên bộ có một đoạn thẳng ngắn đi xuống, vuông góc với đáy khung ký hiệu. Điểm cuối của đoạn thẳng nối với điểm xuất phát của mũi tên.
- Góc R: Khả năng di chuyển. Xác định khả năng di chuyển của đối tượng. Chi tiết này chỉ dành cho đối tượng có thiết bị vận tải.
- Góc S: Sở chỉ huy hoặc địa điểm thực. Xác định đối tượng là sở chỉ huy, hoặc địa điểm thực tế trên bản đồ khi ký hiệu được dời đi nơi khác để tránh trùng lẫn với những ký hiệu khác. Một đường thằng được kéo thẳng xuống từ góc ngoài cùng bên trái của khung ký hiệu, bẻ góc chạy thẳng tới điểm xuất hiện thực tế trên bản đồ.
- Góc AB: Nghi binh và mục tiêu giả. Xác định một đối tượng là mục tiêu nghi binh nhằm thu hút sự chú ý của đối phương ra khỏi khu vực tác chiến chính, hoặc là mồi nhử để đánh lừa tình báo đối phương. Chi tiết này được biểu diễn bằng một khung hình nón vạch đứt bên trên khung ký hiệu như chi tiết phân cấp (Chuẩn không đề cập rõ ràng cách biểu diễn kết hợp giữa hai chi tiết này).

### Ký hiệu kiểu loại binh chủng
| Ký hiệu | Binh chủng          | Ký hiệu | Binh chủng             | Ký hiệu | Binh chủng                                        | Ký hiệu | Binh chủng                     |
| ------- | ------------------- | ------- | ---------------------- | ------- | ------------------------------------------------- | ------- | ------------------------------ |
|         | Phòng không         |         | Liên quan đến Đạn dược |         | Chống tăng                                        |         | Thiết giáp                     |
|         | Pháo binh           |         | Không vận (Lục quân)   |         | Không quân                                        |         | Vượt sông (Cầu phà)            |
|         | Yểm trợ tác chiến   |         | Công binh              |         | Tác chiến điện tử                                 |         | Bom mìn                        |
|         | Tiếp liệu           |         | Bệnh viện quân y       |         | Chỉ huy                                           |         | Bộ binh - binh chủng hợp thành |
|         | Kỹ thuật            |         | Quân y                 |         | Khí tượng                                         |         | Tên lửa                        |
|         | Súng cối            |         | Quân cảnh              |         | Hải quân                                          |         | Chống WMD                      |
|         | Kho, xưởng quân khí |         | Radar                  |         | Tâm lý chiến                                      |         | Trinh sát                      |
|         | Thông tin liên lạc  |         | Lực lượng đặc biệt     |         | Lực lượng đặc biệt (cấp chiến dịch)               |         | Tiếp vận                       |
|         | Đồ bản              |         | Vận tải                |         | Phương tiện trinh sát đường không không người lái |         |                                |

## Ký hiệu đặc biệt
Những ký hiệu sau đây có thể được kèm thêm vào ký hiệu đơn vị:
| Ký hiệu | Ý nghĩa   | Ký hiệu | Ý nghĩa             | Ký hiệu | Ý nghĩa                |
| ------- | --------- | ------- | ------------------- | ------- | ---------------------- |
|         | Không vận |         | Lính dù             |         | Không vận tác chiến    |
|         | Không tải |         | Thủy quân lục chiến |         | Cơ giới                |
|         | Núi       |         | Tên lửa             |         | Xe bọc thép (bánh hơi) |

## Ký hiệu bao gồm binh chủng, đơn vị và các yếu tố đặc biệt
Phía trên của ký hiệu chữ nhật của binh chủng là ký hiệu của đơn vị. Từ tiểu đội (●) đến trung đoàn (II) đến sư đoàn (XX) và tập đoàn quân (XXXX). Hai bên là tên gọi. Ngoài ra có thể thêm các ký hiệu đặc biệt vào. Thí dụ:

Lính dù (Lục quân)
Sư đoàn (XX) 1 Dywizja Piechoty (DP) Lê dương (Leg)
Tổ chức Sư đoàn thiết giáp Liên Xô
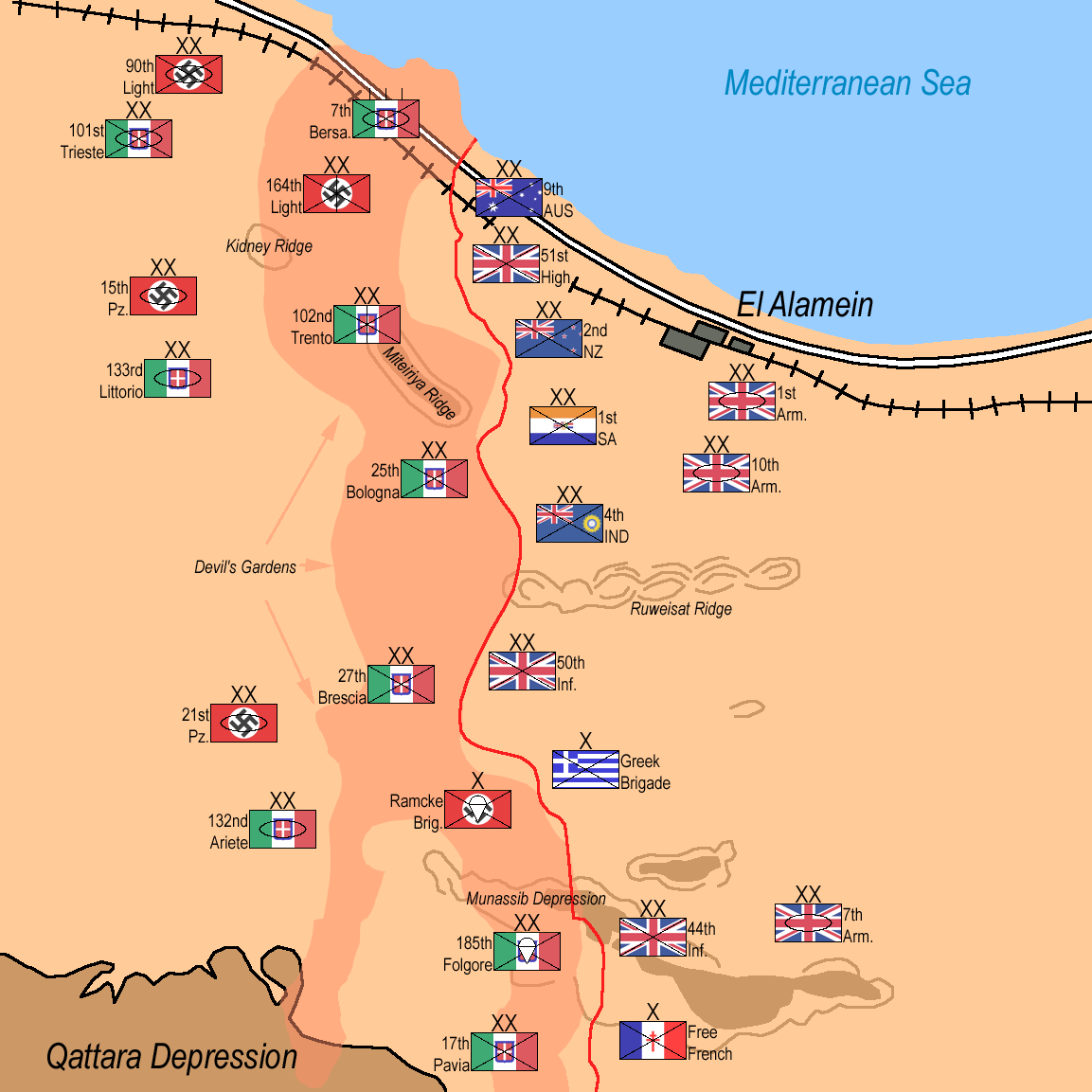
Bản đồ dùng ký hiệu các đơn vị tại Trận El Alamein thứ hai